# آلبوم‌های برتر آراندبی/هیپ-هاپ
آلبوم‌های برتر آراندبی/هیپ-هاپ (به انگلیسی: Top R&B/Hip-Hop Albums) یک جدول موسیقی است که هر هفته توسط مجله بیلبورد منتشر می‌شود و فروش آلبوم‌های آراندبی و هیپ هاپ را بر اساس فروش در ایالات متحده گردآوری و توسط ام‌آرسی دیتا رده‌بندی می‌کند. این جدول در ۳۰ ژانویه ۱۹۶۵ به عنوان هات آراندبی ال‌پی (به انگلیسی: Hot R&B LP) در تلاش مجله برای گسترش بیشتر در زمینه موسیقی ریتم و بلوز آغاز شد، و پس از آن چندین تغییر نام برای جدول ایجاد شد.

## دستاوردهای آلبوم

### بیشتر هفته‌ها در میان تاپ تن
| هفته‌ها | آلبوم                     | هنرمند               | منبع  |
| ------ | ------------------------- | -------------------- | ----- |
| ۷۷     | استونی                    | پست مالون            | [ ۲ ] |
| ۷۶     | تریلر                     | مایکل جکسون          | [ ۲ ] |
| ۶۴     | ویتنی هیوستون             | ویتنی هیوستون        | [ ۲ ] |
| ۶۳     | د ای. ان. دی              | بلک آید پیز          | [ ۲ ] |
| ۵۹     | سرقت                      | مکلمور و رایان لوئیس | [ ۲ ] |
| ۵۸     | ریکاوری                   | امینم                | [ ۲ ] |
| ۵۸     | نمی توان سرعت را کاهش داد | لایونل ریچی          | [ ۲ ] |
| ۵۶     | کنترل                     | جنت جکسون            | [ ۲ ] |
| ۵۵     | ربودن                     | آنیتا بیکر           | [ ۲ ] |
| ۵۴     | جادوی ۲۴ قیراطی           | برونو مارس           | [ ۲ ] |

### بیشتر هفته‌ها در جدول
| هفته‌ها | آلبوم                       | هنرمند       | منبع  |
| ------ | --------------------------- | ------------ | ----- |
| ۱۹۴    | مراقب                       | دریک         | [ ۳ ] |
| ۱۸۵    | بی نفس                      | کنی جی       | [ ۳ ] |
| ۱۷۹    | ۲۰۱۴ فورست هیلز درایو       | جی. کول      | [ ۳ ] |
| ۱۷۵    | ندای صحنه: پرطرفدارها       | امینم        | [ ۳ ] |
| ۱۵۶    | نماها                       | دریک         | [ ۳ ] |
| ۱۵۳    | عالی‌ترین بازدیدها           | توپاک شکور   | [ ۳ ] |
| ۱۴۶    | بچه خوب شهر عصبانی          | کندریک لامار | [ ۳ ] |
| ۱۴۵    | زیبایی پشت دیوانگی          | د ویکند      | [ ۳ ] |
| ۱۴۰    | نمایش امینم                 | امینم        | [ ۳ ] |
| ۱۴۰    | وارد Wu-Tang (36 اتاق) شوید | وو-تنگ کلن   | [ ۳ ] |